# ارتش بایرن
ارتش بایرن (به آلمانی: Bayerische Armee) نیروهای مسلح انتخابگرنشین بایرن و سپس پادشاهی بایرن بود که از سال ۱۶۹۲ میلادی به عنوان ارتش دائمی بایرن فعال می‌کرد و پس از متحدسازی آلمان در سال ۱۸۷۰ در نیروی زمینی امپراتوری آلمان ادغام شد.

## تاریخچه

### امپراتوری مقدس روم (تا سال ۱۸۰۵)
در سال ۱۶۸۱ قانون اساسی نظامی امپراتوری، بایرن را موظف کرد که برای ارتش امپراتوری نیرو فراهم کند. علاوه بر این، تأسیس ارتش دائمی برای بایرن به‌طور فزاینده ای به عنوان نشانه ای از دولت-ملت و ابزار مهم قدرت-سیاست مطلق گرا تلقی می‌شد. در یک اردوگاه صحرایی در شوِبیش گموند در ۱۲ اکتبر ۱۶۸۲، نیروهای تازه استخدام شده رسماً به خدمت بایرن درآمدند که متشکل از هفت هنگ پیاده‌نظام، دو هنگ دراگون و دو هنگ کراسیر به همراه یک سپاه توپخانه راه اندازی شد. رنگ آبی میانی که قبلاً در میان پیاده‌نظام بایرن مورد استفاده گسترده قرار داشت از سال ۱۶۸۴ دوباره مورد استفاده قرار گرفت. کیراسیرها و توپخانه‌ها تونیک خاکستری روشن می‌پوشیدند، در حالی که دراگون تونیک‌های قرمز یا آبی می‌پوشیدند. ارتش بایرن در زمان ماکسیمیلیان دوم ، انتخابگر بایرن در طول جنگ بزرگ عثمانی، به ویژه در دوران محاصره بلگراد، متمایز شد.
در طول جنگ جانشینی اسپانیا، بایرن در کنار فرانسه جنگید. پس از شکست در نبرد بلانهایم، ارتش بایرن به عنوان یک نیروی جنگی منسجم وجود نداشت، اگرچه باقیمانده‌های کوچک تا پایان جنگ به مبارزه ادامه دادند. بایرن پس از جنگ توسط نیروهای اتریشی اشغال شد، که منجر به خیزش مردم شد، به طوری که بصورت خونین سرکوب شد. تا قبل از سال ۱۷۰۱ که جنگ جانشینی اسپانیا رخ داد، ترکیب ارتش همان بود که در زمان جنگ با عثمانی وجود داشت.
در سال ۱۷۹۰ اصلاحات اساسی در ارتش بایرن بوجود آمد. ژنرال‌های توانا ارتش بایرن را بر اساس دیسیپلین فرانسوی اصلاح کردند و به زودی مدرن‌ترین ارتش در آلمان و اولین ارتشی در آلمان شد که شلاق زدن را لغو کرد. ارتش بایرن عمدتاً مبتنی بر خدمت سربازی اجباری بود.

### ۱۸۷۱–۱۹۱۸: امپراتوری آلمان
در قانون اساسی امپراتوری آلمان، بایرن توانست حقوق گسترده‌ای را به ویژه در مورد حاکمیت نظامی برای خود تضمین کند. ارتش بایرن نه تنها مانند پادشاهی‌های ساکسونی و وورتمبرگ، نیروهای خود، وزارت جنگ و سیستم قضایی نظامی خود را حفظ کرد، بلکه از شماره گذاری مجدد هنگ‌های ارتش در سراسر امپراتوری مستثنی شد و فقط تحت کنترل امپراتوری آلمان قرار گرفت. کنترل در زمان جنگ بایرن همچنین لباس‌های پیاده‌نظام آبی روشن خود را حفظ کرد. افسران و مردان ارتش بایرن همچنان به پادشاهی بایرن و نه امپراتور آلمان سوگند یاد می‌کردند. با این وجود، طرحی یونیفرم‌ها، تجهیزات و آموزش به سبک پروس استاندارد شد.

## جنگ جهانی اول
در آغاز جنگ، بیشتر نیروهای بایرن در ارتش ششم آلمان به فرماندهی شاهزاده روپرشت بایرن، وابسته به فرماندهی عالی ارتش آلمان، گروه‌بندی شدند. نیروهای ذخیره ای که در بایرن باقی مانده بود تحت نظارت وزارت جنگ بایرن باقی ماند. ارتش ششم در نبرد لورن در سال ۱۹۱۴ و در نبردهای دیگر در جبهه غربی جنگید، اما به تدریج واحدهای آن با لشکرهای غیر بایرن جایگزین شدند. سرجوخه آدولف هیتلر، اگرچه تابع اتریش-مجارستان بود، به عنوان داوطلب در هنگ پیاده‌نظام شانزدهم بایرن خدمت کرد.
در مجموع ۲۰۰٬۰۰۰ تبعه بایرن در جریان درگیری کشته شدند.
بایرن همچنین نیروهای خود را در قلعه‌های کنفدراسیون آلمان در لاندو و اولم نگهداری می‌کرد.

## پس از سال ۱۹۱۸
انقلاب نوامبر ۱۹۱۸ آلمان منجر به کناره‌گیری لودویگ سوم پادشاه بایرن شد. برخی از سربازان در حال خلع ید به فرایکورپس محافظه کار دولت موقت بامبرگ علیه جمهوری شوراهای بایرن که در مونیخ اعلام شده بود، پیوستند.
پیمان ورسای در سال ۱۹۱۹ منجر به انحلال ارتش امپراتوری آلمان شد. دولت بایرن ارتش کوچکی بایرن تشکیل داد که در سال ۱۹۲۴ در رایشسور ادغام شد.